# Mae Phrik (huyện)
Mae Phrik (tiếng Thái: แม่พริก) là một huyện (amphoe) ở phía nam của tỉnh Lampang, miền bắc Thái Lan.

## Địa lý
Các huyện giáp ranh (từ phía đông bắc theo chiều kim đồng hồ) là: Thoen của tỉnh Lampang, Sam Ngao của tỉnh Tak và Li của tỉnh Lamphun.

## Hành chính
Huyện này được chia ra thành 4 phó huyện (tambon), các đơn vị này lại được chia thành 27 làng (muban). Có hai thị trấn(thesaban tambon) - Mae Phrik nằm trên một phần của tambon Mae Phrik, và Mae Pu nằm trên toàn bộ tambon Mae pu. Có 2 Tổ chức hành chính tambon.
| STT. | Tên                 | Tên Thái    | Số làng | Dân số |  |
| ---- | ------------------- | ----------- | ------- | ------ |  |
| 1.   | Mae Phrik           | แม่พริก       | 10      | 7.119  |  |
| 2.   | Pha Pang            | ผาปัง        | 5       | 1.713  |  |
| 3.   | Mae Pu              | แม่ปุ         | 6       | 4.394  |  |
| 4.   | Phra Bat Wang Tuang | พระบาทวังตวง | 6       | 3.927  |  |